# Mount Andrews
Mount Andrews ist ein 2480 m hoher Berg im westantarktischen Marie-Byrd-Land. Er ragt im Königin-Maud-Gebirge an der Südflanke des Albanus-Gletschers zwischen Mount Danforth und Mount Gerdel auf.
Der United States Geological Survey kartierte ihn anhand eigener Vermessungen und mithilfe von Luftaufnahmen der United States Navy zwischen 1960 und 1963. Das Advisory Committee on Antarctic Names benannte ihn nach Stanley Joseph Andrews (1920–1999) von der United States Navy, Copilot von Leutnant George W. Warden (1913–2003) bei Flügen über das Königin-Maud-Gebirge bei der Operation Highjump (1946–1947).